# 亞爾區

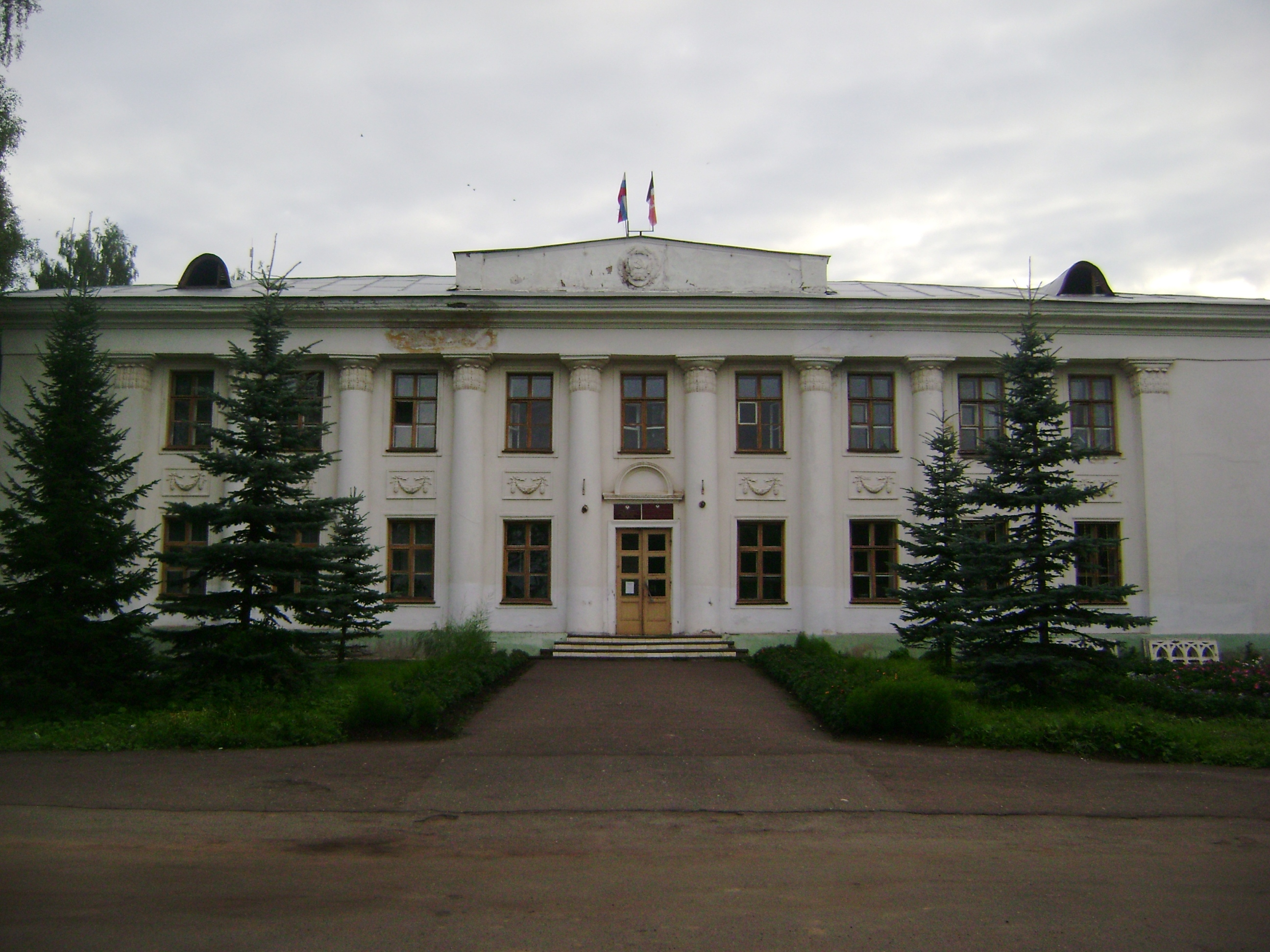

58°14′42″N 51°30′11″E / 58.245°N 51.503°E
亞爾區（俄语：Ярский район），是俄羅斯的一個區，位於該國西南部，由烏德穆爾特共和國負責管轄，面積1,524.3平方公里，2010年人口15,286，人口密度每平方公里10.03人。